# The Elder Scrolls II: Daggerfall
The Elder Scrolls Chapter II: Daggerfall (souvent abrégé en Daggerfall) est un jeu  vidéo de type action-RPG développé et édité par Bethesda Softworks en 1996 pour MS-DOS. Il s'agit du deuxième épisode de la série The Elder Scrolls, suite d’Arena et prédécesseur de Morrowind, d'Oblivion, de Skyrim et de Tamriel Unlimited (alias The Elder Scrolls Online). Daggerfall utilise le moteur graphique XnGine. Le 9 juillet 2009, pour fêter le quinzième anniversaire de la série, le jeu est mis à disposition gratuitement par Bethesda.
Le 31 décembre 2023, une version aux graphismes remasterisés, via le moteur 3D Unity, est disponible gratuitement sous le nom de Daggerfall Unity.

## Univers

### Le principe
Daggerfall est un jeu de rôle sur ordinateur où le joueur incarne un seul personnage en vue 3D subjective. Le joueur évolue dans le monde fictif de Tamriel, plus particulièrement dans la région de la Baie d'Iliac (qui rappelle le pourtour méditerranéen). De même que dans Arena ou Morrowind, le choix du personnage et de sa conduite sont entièrement laissés à la discrétion du joueur. Daggerfall fut surtout influencé par les jeux de rôle sur table comme Donjons et Dragons et Vampire : la Masquarade. A contrario, d'après Ted Peterson, lead designer du jeu, il a à son tour influencé un certain nombre d'autres développeurs, dont Richard Garriott et l'équipe de développement d'Ultima Online, pionnier du MMORPG.
Une des principales caractéristiques de Daggerfall est la richesse de son univers, tant du fait de sa profondeur que de son immensité : 45 000 km² à parcourir d'après Bethesda, au moins 750 000 personnages non joueurs (PNJ) avec qui dialoguer, et plus de 15 000 villes, donjons et lieux divers à explorer.
Si Bethesda avance le chiffre de 45 000 km2, et compare la superficie de la Baie d'Illiac à celle du Royaume-Uni (244 101 km2), les joueurs ont pu trouver des chiffres différents en essayant de calculer par eux-mêmes la taille réelle de la Baie. En octobre 2013, le développeur d'un projet de re-création haute-définition de Daggerfall explique que la carte du jeu, océan compris, fait 1 000 × 500 pixels, chacun représentant une zone de 832 m de côté, soit une superficie totale de 346 368 km2, c'est-à-dire une surface équivalente à celle de l'Allemagne.

### Unbackgroundplus fouillé
L'histoire se déroule six ans après les évènements d'Arena. Mandaté par l'Empereur lui-même, le héros est envoyé vers la Baie d'Illiac, bordée par les Provinces de High Rock et de Hammerfell. Sa mission : enquêter sur la mort de feu Lysandus, roi de Daggerfall, qui hante les rues de la capitale depuis qu'il a perdu la vie lors de la Guerre de Bretony. Le joueur doit également retrouver une mystérieuse lettre que l'Empereur avait envoyée à la Reine de Daggerfall, et qui n'est visiblement jamais arrivée à destination. Une seconde mission apparemment anodine qui cache en fait une gigantesque lutte d'influence pour la possession d'un antique artefact dwemer qui pourrait bien décider de l'avenir de l'Empire tout entier.
Selon Ted Peterson, « la quête principale d'Arena se résumait aux clichés les plus éculés du jeu de rôle. Dans Daggerfall, nous voulions une série complexe d'aventures, offrant de multiples fins possibles. Le background  y est beaucoup plus développé, et les PNJ y ont des motivations et des personnalités nettement plus fouillées. ». L'histoire a notamment été influencée par L'Homme au masque de fer d'Alexandre Dumas, ainsi que par les campagnes de jeux de rôle sur table que les développeurs menaient alors.
Il est possible de trouver de nombreux livres (environ 90 différents) à travers le Baie d'Illiac, distillant ainsi un background  particulièrement touffu. La plupart de ces livres seront ensuite repris dans les épisodes ultérieurs de la série.

## Système de jeu

### Le choix du personnage
Le système de création de personnage de Daggerfall, bien qu'influencé par GURPS, est en grande partie original. En effet, comme dans Final Fantasy II, les compétences ne s'améliorent pas en accumulant de simples points d'expérience comme dans Arena (ou la majorité des jeux de rôle), mais en utilisant ces compétences. Par exemple : plus le héros se servira de son épée, plus il saura s'en servir efficacement. Ce système sera ensuite réutilisé quasiment à l'identique dans la plupart des jeux de la série, comme Battlespire, Morrowind , Oblivion ou Skyrim
Le joueur choisit son personnage parmi huit races (elfes, humaines, animales), et 18 classes (il peut également créer sa propre classe). Il ou elle sera ensuite défini(e) par huit caractéristiques et 27 compétences allant du combat avec divers types d'armes (épées, hache, arc, etc. chacune dépendant d'une compétence) jusqu'à la connaissance de l'étiquette (plusieurs compétences différentes sont utilisés en fonction de la classe sociale de la personne à qui on parle) en passant par diverses écoles de magie ou le crochetage des serrures. Le joueur dispose de 19 types d'armes différents, la plupart existant en dix matériaux spécifiques. Son armure est composée de sept parties de douze matériaux possibles. Si un voleur décide de porter la même armure qu'un barbare, il devra en subir les conséquences : escalader les toits sera alors dangereux, voire impossible. Divers bonus et malus de ce type permettent une gestion du personnage pointue et réaliste.

### Vivre en Tamriel
Livré à lui-même, le joueur peut se déplacer librement à travers toute la carte (même si des lieux « secrets » tels que des donjons ou les couvents de sorcières restent à découvrir). Il a pour cela le choix entre la marche, la course à pied, la nage, le bateau (petit ou grand), la carriole, le cheval, l'escalade, la lévitation… Pour s'y retrouver, une solution : le dialogue. Il est possible de discuter avec chaque passant, pour demander son chemin, des renseignements ou juste pour prendre des nouvelles. Même le ton choisi pour les conversations influence le déroulement du jeu.
Pour combattre, il est invité à « reproduire » le mouvement de l'arme, tout en maintenant le clic droit de sa souris, tout comme dans Arena et plus tard dans Battlespire. Ainsi pour porter un coup d'estoc, le joueur doit « pousser » la souris en avant, alors qu'un mouvement de la droite vers la gauche par exemple, portera un coup de taille dans la même direction.
Les quêtes, très nombreuses (quelques extensions réalisées par des joueurs sont disponibles sur le Net), sont totalement indépendantes de la quête principale, elle-même rarement dirigiste. Ces quêtes, généralement délivrées par des notables, des marchands, ou par les nombreuses guildes existantes (officielles ou non, telle la Guilde des Assassins), permettront d'améliorer son personnage, de lui forger une réputation, de le faire grimper dans le rang des Guildes et accéder ainsi à de nouveaux privilèges.
Le joueur peut contracter de nombreuses maladies aux effets variés, comme la peste, mais également la lycanthropie, mi-homme mi-animal (vampire, loup, sanglier). Le commerce, marchander, vendre des objets d'art (tableaux…) n'est pas oublié (un commerçant miteux achètera les trésors à prix d'or par rapport à une boutique de luxe), ni la réparation des armes auprès des forgerons.
À condition de payer ou de faire partie d'une organisation qui les propose, des « itemmakers » sont disponibles, afin d'enchanter soi-même des objets sur mesure, avec la possibilité d'y emprisonner des âmes capturées au combat; de même les « potionmakers » permettent de concocter des recettes magiques et jouer à l'apprenti sorcier en mélangeant au hasard les ingrédients de son choix. Les « spellmakers » offrent quant à eux de créer ses propres sorts en plus de la centaine de sorts affiliés aux six écoles de magies.

## Développement
Avant de prendre la direction qu'on lui connait, le deuxième épisode des Elder Scrolls était censé s'appeler Mournhold, et devait se dérouler dans la province des Elfes Noirs, Morrowind. Le projet fut ré-orienté, mais des années plus tard, le premier add-on de Morrowind, Tribunal, allait prendre place à Mournhold. Par ailleurs, on y retrouverait trois des personnages centraux de Daggerfall (Barenziah, Morgiah et Helseth) ainsi que la Confrérie Noire.
Au départ, TES2 a été développé sur un moteur en 2,5D, à la façon d'Arena ou de Doom, avant que Bethesda ne décide finalement d'opter pour son tout nouveau XnGine, l'un des premiers véritables moteurs 3D.
Ces revirements ne sont d'ailleurs peut-être pas étrangers au fait que, comme Arena, Daggerfall fut terminé dans l'urgence. Cela fut la cause d'innombrables bugs. En outre, de nombreux éléments, options, personnages et guildes n'ont finalement pas été utilisés, faute de temps.
À sa sortie, Daggerfall fut considéré par le sénateur américain Joseph Lieberman comme l'un des « dix jeux les plus susceptibles de corrompre la jeunesse ». Il contient en effet des scènes de nudité, de cruauté, de combat sanglant, etc.

### Les éléments degameplaynon utilisés
Au départ, Daggerfall était un jeu encore plus ambitieux que ce qu'il fut finalement. Parmi les nombreux éléments abandonnés en cours de route, un certain nombre reste présent sur le CD du jeu, sous la forme de textes ou de graphismes non utilisés. À noter que le mod « DaggerXL » est un projet qui, outre la possibilité de jouer à TES2 sur des configurations récentes en haute-résolution, prévoit de réintégrer ces éléments dans la mesure du possible. Voici une liste des différentes fonctions connues auxquelles les développeurs ont renoncé,.
- Guildes : de nombreuses guildes moins conventionnelles que celles présentes dans Daggerfall auraient dû exister. Elles ont d'ailleurs été implantées dans le système de réputation du jeu, puisqu'on peut en voir la liste en ouvrant un éditeur de sauvegarde. La Guilde des Prostituées était probablement la plus avancée : on peut en effet toujours croiser ses représentantes dans les chambres des auberges. Et si ces femmes en petite tenue parlent finalement comme tous les autres personnages, des dialogues spécifiques non utilisés peuvent être trouvés dans le fichier TEXT.RSC. D'après Todd Howard, alors simple designer de TES2, il possède aujourd'hui encore une cinématique qui devait se déclencher pour les scènes d'amour. Une autre guilde abandonnée en cours de développement est celle de l'Ordre de la Lampe, le bras armé de la Guilde des Mages. Il en subsiste une boîte de dialogue et quelques lignes dans le fichier TEXT.RSC.
- Cahier de note : si un cahier de note subsiste dans le jeu (on peut y copier-coller des dialogues clés), il devait initialement être beaucoup plus complet. Il aurait dû s'agir d'un véritable petit éditeur de texte. On peut en trouver des images et quelques lignes de textes dans les fichiers de Daggerfall.
- Importer les sauvegardes d'Arena : Bethesda a longtemps affirmé que les personnages issus de TES1 pourraient être importés dans TES2, et des menus, finalement invisibles dans le jeu mais bien présents sur le CD, confirment que cette possibilité a en effet été envisagée jusqu'au dernier moment. Dans TES1 Arena, on pouvait d'ailleurs sauvegarder son personnage, même une fois le jeu terminé.
- Guerre entre provinces : la possibilité pour les différentes provinces d'entrer en guerre ouverte a clairement été envisagée. Il subsiste même sur le disque du jeu une cinématique montrant une ville assiégée. Cela peut avoir un rapport avec le crime de high treason (haute trahison), bien prévu mais incorrectement exploité.
- Construire et meubler sa maison : on peut trouver dans la Baie d'Illiac des menuisiers et des magasins de meubles. Ils auraient dû permettre d'aménager les maisons achetées par le joueur, mais ils ressemblent finalement à des magasins généralistes classiques. Autre bizarrerie, ils abritent des personnages qui ne parlent pas au joueur, à moins que celui-ci ne fasse partie de la guilde des voleurs ou de la Confrérie Noire, auquel cas ils lui confieront des quêtes.
- Fast travel : le voyage aurait dû être plus complexe. Même si l'on peut toujours choisir de voyage prudemment ou non, de dormir ou non dans des auberges, ou de prendre ou non le bateau, des fichiers images présents sur le disque du jeu prouvent qu'il était prévu de pouvoir choisir de prendre la route la plus directe (routes qui n'apparaissent finalement pas), ou encore de pouvoir s'arrêter faire des haltes dans les temples, donjons, villages (inutiles dans le jeu) ou tavernes.
- Chansons : Daggerfall devait comprendre de nombreuses chansons. Seule Rude Song y figure finalement, mais on peut en trouver d'autres, ainsi que des poèmes, dans les fichiers du jeu.
- Cordes : le manuel parle de cordes apparemment prévues pour pouvoir descendre en rappel. Elles ne figurent finalement pas dans le jeu. Parmi les autres fonctions coupées au dernier moment auxquelles font référence le manuel (ou du moins certaines versions du manuel), on compte aussi l'avantage Climate Survival (résistance au climat), ou encore des malus en compétence Discrétion pour les personnages portant des armures lourdes.
- Vêtements et armures : dans le même esprit, s'il est possible de modifier sa façon de porter un vêtement (comme mettre ou non une capuche), cela n'a aucune conséquence dans le jeu. De plus, porter de riches vêtements ou se promener nu n'aura aucune incidence sur les réactions des interlocuteurs.
- Réputation : un système de réputation extrêmement complexe gère les relations entre toutes les organisations, guildes, classes sociales et PNJ importants, sans que cela n'ait en fin de compte une grande influence dans le jeu. La seule conséquence concrète qui subsiste est la possibilité de prendre du grade ou de se faire renvoyer d'une guilde. Mais il était aussi prévu que les PNJ puissent développer des relations plus complexes avec le héros.
- Graphismes plus variés : le CD de Daggerfall contient de nombreux éléments graphiques qui n'ont finalement pas servi, et témoigne du fait que les modèles du jeu auraient dû être plus variés. Parmi eux, on trouve des textures pour un moulin, ou même pour un dragon en 3D. Des sprites de gardes montés existent également, ces derniers ayant été utilisés plus tard dans l'extension non officielle Andyfall.
- Davantage de PNJ : de nombreux portraits de personnages spéciaux, reconnaissables à leur liseré or, figurent dans les fichiers de TES2 mais ne sont pas exploités, ou le sont de façon incorrecte, comme The Crow (qu'on peut rencontrer chez les menuisiers) ou Br'itsa (dans les magasins de bijoux).
- Fin du jeu : les multiples fins possibles étaient censées avoir une influence réelle sur le monde : dans les faits, cela modifie uniquement la vidéo de fin.
- Screenshots promotionnels : les screenshots promotionnels de Daggerfall, probablement tirés d'une version bêta du jeu, diffèrent sensiblement de ce qu'il est finalement. On peut ainsi voir une option « Oreille » dans la barre en bas de l'écran. On peut aussi y voir des bâtiments qui ne figurent pas dans Daggerfall, des zones sous-marines pleines de poissons, ainsi qu'un relief beaucoup plus marqué (les données relatives au relief existent, mais sont incorrectement exploitées par le jeu, finalement très plat).
- FAQ 0.95 : Daggerfall FAQ Version 0.95 est un document inédit, jamais utilisé par Bethesda. Il est néanmoins aujourd'hui public. Y sont évoquées de nombreux autres éléments de gameplay   de Daggerfall finalement abandonnés, comme des paysages variés (dont des cascades, des rivières, etc.), la gestion de la physique des objets, le risque de se faire attaquer durant l'utilisation du Fast Travel, ou encore la possibilité de protéger sa maison. Le système de progression du héros et celui des monstres devaient également être différents.

### Suites
Bethesda a travaillé par la suite sur un add-on pour Daggerfall, intitulé Dungeon of Daggerfall: Battlespire. Il fut finalement décidé d'en faire un jeu à part entière. Celui-ci est très semblable à Daggerfall dans ses mécaniques, à ceci près qu'il se déroule exclusivement dans un seul donjon, là où son prédécesseur faisait la part belle aux extérieurs et à la liberté de déplacement. Il utilise de plus une version « haute définition » du XnGine, initialement prévue pour la véritable suite de Daggerfall, Morrowind, finalement repoussé de cinq ans et utilisant un moteur graphiquement complètement différent.

## Accueil
En France, Daggerfall a obtenu la note de 4 étoiles sur 6, avec la mention « Hit », dans le magazine Gen4. Il a reçu la note de 89 % dans Joystick (n°76, novembre 1996, p.60).
Il est souvent considéré comme l'un des jeux vidéo proposant l'univers le plus vaste[réf. nécessaire]. Mais il lui est également reproché[Par qui ?] que la taille de l'univers est inversement proportionnelle à sa richesse : deux villes de tailles et de situations géographiques semblables présenteront de très grandes similitudes, les donjons (à l'exception de ceux concernés par la quête principale) ont été créés aléatoirement, et les extérieurs sont plats, monotones, voire vides. De plus, en dehors de la trame principale, les quêtes sont générées à la volée, à partir d'une base de près de 300 quêtes déclinées à l'infini : il est courant de tomber deux fois sur la même, les seules variables étant la récompense en cas de réussite, le nom des personnes concernées et les lieux où elle prend place.
Lors de sa sortie, de très nombreux bugs ont été remarqués, mais la plupart ont été corrigés depuis par les développeurs grâce au patch 2.13.
Un patch amateur a traduit la quasi-totalité du jeu en français.